# Rienk Kamer

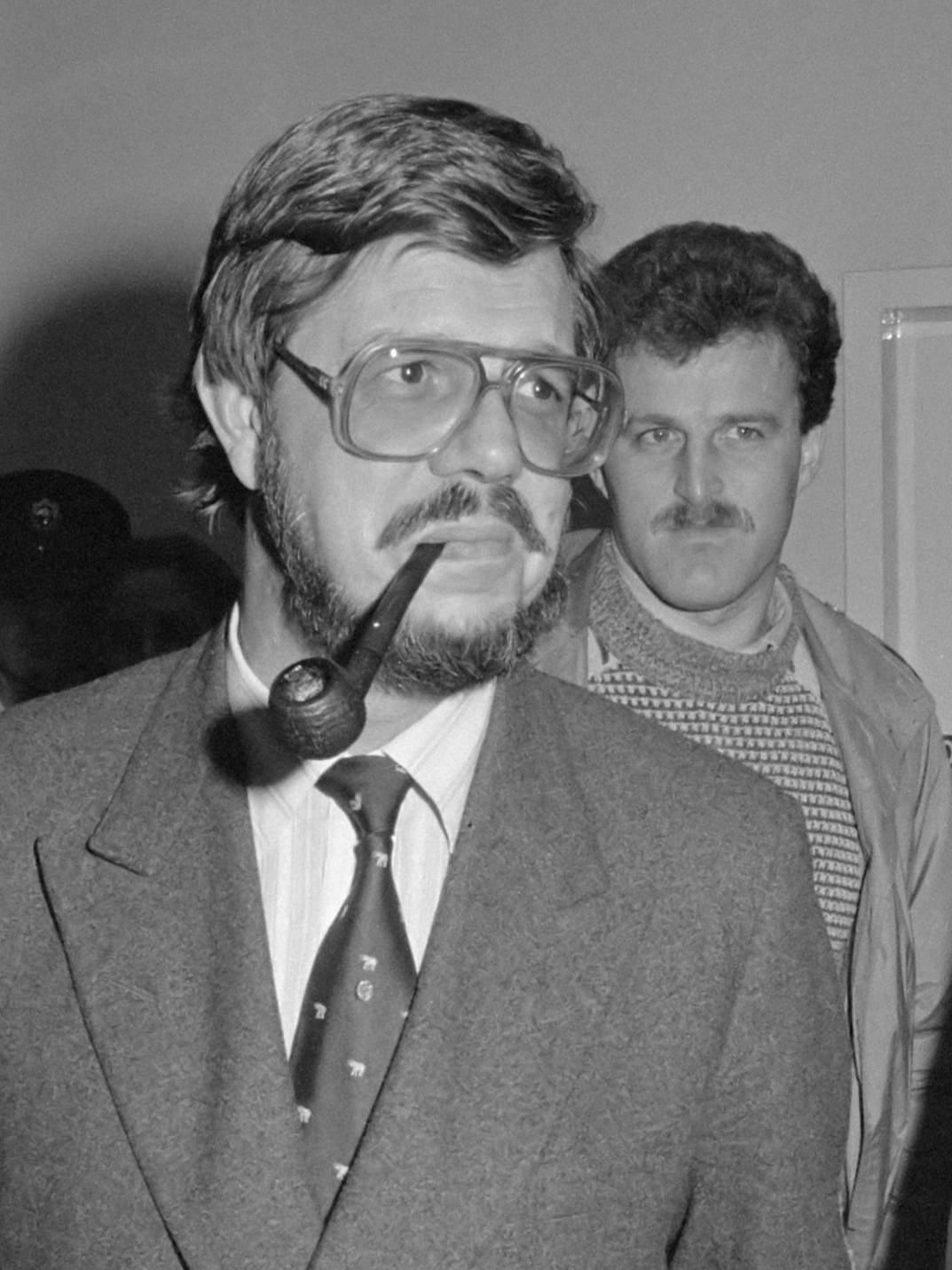
Rienk Kamer in 1985 (met op de achtergrond Peter R. de Vries)

Rienk Hendricus Kamer (Rotterdam, 12 april 1943 – 9 december 2011) was een Nederlandse beleggingsdeskundige die zich positioneerde als een goeroe op dat terrein.
Kamer was een van de eerste Nederlandse beleggingsgoeroes. Hij liet zich prominent voorstaan op zijn kennis van beurzen en beleggen. Zijn uitgeverij Financiële Strategie publiceerde regelmatig nieuwsbrieven met beleggingstips, ook op het gebied van buitenlandse aandelen.

## Loopbaan

### Journalistiek
Kamer begon zijn carrière in 1961 als journalist bij Het Parool. Hier werd hij ontslagen omdat hij op kosten van de krant bijschnabbelde. Daarna werkte Kamer voor het Duitse weekblad Der Spiegel en Capital. Hij had ook een financiële column in Panorama. 

### Beleggingen
In het midden van de jaren zeventig begon hij met beleggen. In de droge zomer van 1976 verdiende hij veel geld op de aardappeltermijnmarkt. De aardappelprijs steeg in dat jaar zeer sterk door de grote droogte.
Begin jaren tachtig raakte hij in opspraak naar aanleiding van zijn 'American Land Program' (zie hieronder). Halverwege de jaren tachtig startte hij zijn uitgeverij Financiële Strategie, en ook had hij enige tijd een 06-lijn met beleggingstips. Kamer stond aan het hoofd van diverse investeringsmaatschappijen, waaronder de investeringsmaatschappij IPH. Als een van de eersten zette hij in op de groeimarkten in Azië; daardoor verdiende hij in 1994 25 miljoen dollar met IPH.
Kamers beleggingsstrategie was doorgaans negatief: hij meende telkens weer economische neergang te kunnen voorspellen. Hierbij sprak hij van een recessie of depressie. Beleggers zouden daarom niet alleen op Nederlandse aandelen moeten letten, maar ook op de kapitaalmarktrente, goud en de prijs van grondstoffen. Jaarlijks in de herfst gaf Kamer een symposium. Ongeveer 2.000 mensen bezochten zijn vijf uur durende onemanshow in Den Haag.
Kamer schreef het voorwoord bij de Nederlandse editie van het boek Aan ons de Keus (Free to Choose) van de Amerikaanse econoom Milton Friedman, waaraan eerder in het begin van de jaren tachtig een documentaire van de TROS gewijd was. In deze documentaire en dit boek werden voor het eerst de denkbeelden van het neoliberalisme aan het Nederlandse publiek geopenbaard, die onder meer een terugtredende overheid en een privatisering van de meeste openbare diensten inhouden.

#### American Land Program
Kamer kwam in de jaren tachtig in het nieuws, nadat hij wegens belastingfraude in de gevangenis was beland. De oorzaak was het door hem bedachte 'American Land Program'. Dit investeringsproject bedacht hij in 1979: investeerders konden via Kamer met geleend geld stukken grond in Amerika kopen. Hierbij maakte Kamer gebruik van een door hem gevonden maas in de Wet op de Inkomstenbelasting 1964: de superaftrek van rente. Particuliere beleggers konden hierdoor reeds de voorwaardelijk verschuldigde financieringsrente investering als aftrekpost opvoeren, terwijl de latere opbrengst bij verkoop van de grond als vermogenswinst onbelast zou zijn.  De particulieren presenteerden de met geleend geld aangekochte percelen als een bron van inkomen in hun belastingaangifte (inkomsten uit vermogen). Gemaakte kosten waren onder de toenmalige wetgeving aftrekbaar. Het bleek echter om kavels waardeloze woestijngrond te gaan aan de rand van een grote Amerikaanse stad. De grond had niet verkaveld mogen worden, de stad had geen uitbreidingsplannen en het gebied bleek gevaarlijk om te betreden blijkens borden met het opschrift 'rattle snake area, danger'. Aldus bleek achteraf dat er geen bron van inkomen aanwezig was, omdat het bewuste grondstuk naar zijn aard ongeschikt was om positieve voordelen op te leveren. Met de 'superaftrek' verdienden investeerders aan belastingvoordeel al meer dan het geld dat ze in Amerikaanse grond staken, aldus Kamer. Zij kochten als het ware een aftrekpost (tax expenditure)
Het ministerie van Financiën verzette zich tegen de Kamerconstructie langs twee wegen:
1. de bestrijding van de aftrek en
2. een wetswijziging in de vorm van artikel 38 lid 5 wet IB 1964.

De aftrek werd bestreden met name omdat naar Amerikaans recht de hoofdsom en de rente tezamen nooit verder verschuldigd waren dan ter grootte van de waarde van het vastgoed waar de hypotheek op rustte; terwijl hier manifest was dat het om meestal waardeloze stukken woestijngrond ging. De wetswijziging werd ingezet naast de bestrijding van de aftrek bij de belastingrechter. Dit was vooral veiligheidshalve, omdat een wijziging veel sneller van kracht is dan een uitspraak van de rechter in hoogste instantie. Het motto van beide maatregelen gelijktijdig ter bestrijding van de aftrek was: men moet het ene doen en het andere niet nalaten. Veel procedures bij de belastingrechter volgden. Voor een aantal gevallen, waarin het ging om verhuurd vastgoed, bleek het ministerie van Financiën bereid een regeling te treffen, op voorwaarde dat Kamer daarbij buiten spel bleef. Kamer belandde enige tijd in de Nederlandse en Amerikaanse cel op verdenking van oplichting. Na een celstraf van 16 maanden in de Verenigde Staten werd hij in Nederland opnieuw vastgezet. Kamer werd uiteindelijk vrijgesproken bij gebrek aan bewijs; de enige straf was een boete van 2.500 gulden als opdrachtgever van een vervalste brief. Bij terugkomst op Schiphol zei hij dat hij 'op een miljoen na straatarm' was.

## Persoonlijk leven
Kamer was getrouwd en had drie zonen. Kamer woonde onder meer in Marbella in Zuid-Spanje, maar resideerde ook in het fiscaal vriendelijke Campione d'Italia, een Italiaanse enclave in Zwitserland aan het Lago di Lugano. Hij woonde enige tijd in België en in het landhuis Zonnewende in Moergestel en hij had een appartement in Scheveningen aan het Gevers Deynootplein met uitzicht op de Noordzee.

## Trivia
- Hij trad regelmatig op in het tv-programma Business Class van Harry Mens.
- Het Nederlandse tijdschrift Quote plaatste hem op de lijst van rijkste Nederlanders, de Quote 500.
- In de roman Liefde, economie en literatuur van Peter J. van Dijk staat Kamer model voor de goeroe Wiebe H. Salon.